# Astragalus leiophysa
Astragalus leiophysa är en ärtväxtart som beskrevs av Aleksandr Andrejevitj Bunge. Astragalus leiophysa ingår i släktet vedlar, och familjen ärtväxter. Inga underarter finns listade i Catalogue of Life.